# Église Saint-Sulpice de Saint-Sulpice-d'Arnoult
L'église Saint-Sulpice est une église de style roman saintongeais située à Saint-Sulpice-d'Arnoult en Saintonge, dans le département français de la Charente-Maritime en région Nouvelle-Aquitaine.

## Historique
L'église Saint-Sulpice fut construite en style roman au XIIe siècle.

## Protection
L'église Saint-Sulpice fait l'objet d'un classement au titre des monuments historiques depuis le 16 janvier 1924.